# 内田俊一 (建設官僚)
内田 俊一（うちだ しゅんいち、1948年〈昭和23年〉9月29日 - ）は、日本の建設官僚。元京都市助役。

## 来歴
鹿児島県出身。ラ・サール高校卒。1972年（昭和47年）3月、東京大学法学部を卒業し、同年4月、建設省へ入省。入省後、建設省大臣官房政策課長などを歴任。途中、千葉県や京都市に出向し、内閣官房内閣参事官室内閣参事官、京都市助役などを務め、千葉県庁に出向した際には幕張新都心事業に携わった。
2001年（平成13年）1月、内閣官房内閣総務官室内閣総務官に就任。
2003年（平成15年）7月、内閣広報官に就任。
2006年（平成18年）7月28日、内閣府事務次官に就任。
2008年（平成20年）7月1日、退官。
2009年（平成21年）9月1日、消費者庁長官に就任。
2010年（平成22年）8月11日、消費者庁長官を退任。
2011年（平成23年）7月1日、建設業振興基金理事長に就任。
2018年（平成30年）7月18日、国立京都国際会館館長に就任。
2018年（平成30年）11月3日、瑞宝重光章を受賞。

## 略歴
- 1972年  建設省入省
- 1978年  大臣官房人事課長補佐[9]
- 1979年  東北地方建設局用地部用地第一課長
- 1980年  千葉県企画部企画課長
- 1984年  計画局建設業課長補佐
- 1986年  国土庁長官官房総務総務課長補佐
- 1986年  国土庁長官官房秘書課秘書官事務取扱
- 1987年  大臣官房人事課建設専門官(兼)文書課事務合理化対策官
- 1988年  建設経済局建設業課建設業構造改善対策官(兼)建設経済局建設業課建設市場アクセス推進室長
- 1989年  建設経済局建設業課建設業構造改善対策官
- 1990年  京都市助役
- 1995年  住宅局民間住宅課長
- 1996年  住宅局住宅総務課長
- 1997年  大臣官房政策課長
- 1999年  内閣官房内閣参事官室内閣参事官
- 2001年  内閣官房内閣総務官室内閣総務官
- 2003年  内閣広報官
- 2006年  内閣府事務次官
- 2008年  退官
- 2009年  消費者庁長官
- 2010年  消費者庁長官退任
- 2011年 建設業振興基金理事長
- 2018年 国立京都国際会館館長